# Gordon Stout
Gordon Bryan Stout (Wichita, 5 oktober 1952) is een Amerikaans componist, muziekpedagoog en marimbavirtuoos.

## Levensloop
Stout studeerde compositie bij Joseph Schwantner, Samuel Adler en Warren Benson alsook slagwerk bij James Salmon en John Beck. Sinds 1980 is hij zelf docent en werd later professor voor slagwerk aan de Ithaca College School of Music in Ithaca (New York). Tot zijn leerlingen behoren onder andere David Hall en Alex Jacobowitz. 
Als componist schreef hij vooral werken voor "zijn eigen" instrument, de marimba, en zijn werken behoren intussen tot het standaardrepertoire voor marimbabespelers wereldwijd. 
Stout is ook een veelgevraagd jurylid bij concoursen zoals de Leigh Howard Stevens International Marimba Competitions, de International Marimba Competition in Linz, Oostenrijk en de World Marimba Competitions in Okaya, Japan en Stuttgart, Duitsland. 
In 1998 stond hij centraal als marimbabespeler tijdens het World Marimba Festival in Osaka, Japan. Als solist heeft hij ook vele premières van werken van andere hedendaagse componisten verzorgd.

## Composities

### Werken voor harmonieorkest
- 1994 Duo Concertante, voor twee marimba's en harmonieorkest

### Kamermuziek
- 1970 Andante & Allegro, voor marimba solo en piano
- 1976 Duo (Dance-Song), voor trompet en marimba
- 1990 Duo (Dance-Song), voor sopraansaxofoon en marimba
- 1997 Duo (Dance-Song), voor fagot en marimba
- 1999 Rivers of Wood, voor marimba en piano
- 2002 Incoming (Pearl Milk Tea), voor marimba en drumset

### Werken voor slagwerk-ensemble
- 1973 Diptych No. 1, voor marimba en slagwerk solo
- 1974 Eisenhower's Rondo, voor kamer-slagwerk-ensemble
- 1979 Diptych No. 2, voor marimba solo en slagwerk-ensemble
- 1992 Diptych No. 4, voor marimba en slagwerk-duet
- 1998 Desperate Attitudes, voor groot slagwerk-ensemble
- 2004 Route 666, voor marimba en slagwerk-kwartet
- 2005 Migratory Systems, voor xylofoon en slagwerk-kwintet

### Werken voor marimba
- 1969 Elegy
- 1969 Reverie
- 1974 Two Mexican Dances
- 1975 Ode for Marimba
- 1979 Astral Dance
- 1980 Triptych, voor twee marimba's
- 1989 Diptych No. 3, voor twee marimba's
- 1990 Nocturnes for Marimba
- 1994-1995 Four Episodes - Vol.1
- 1998 Sedimental Structures
- 2000 Rumble Strips
- 2002 Laruci In the Sky, voor twee marimba's
- 2003 Wood That Sings
- 2004 Beads of Glass
- 2004 Skylark Orange Circles, voor twee marimba's
- 2005 Endless Mountains Wooden, voor marimbaorkest
- 2006-2007 Four Dances for Marimba
  1. A Lullaby Dances
  2. Song
  3. Waltz
  4. Dance-Finale
- 2006-2007 Four Episodes - Vol. 2

### Pedagogische werken
- 1990 Ideo-Kinetic Workbook, methode voor marimba

## Discografie
- Astral Projections, Werken voor solo marimba van Augusto Marcellino en Gordon Stout. Resonator Records 00042
- Gordon Stout Music for Solo Marimba, cd - summer 2007,  G & C Music